# 2001 год в России

## События
- Проходили выборы глав регионов России в 2001 году[1].
- Основана ИркутскАвиа; закрыта в 2010 году.
- Создана авиакомпания Уфимские авиалинии.
- Основан банк Финсервис
- Создана система срочных денежных переводов для физических лиц Юнистрим.
- Основана биотехнологическая компания Биокад.
- Основана телекоммуникационная компания Национальные кабельные сети.
- Названы лауреаты государственной премии Российской Федерации за 2001 год.

### Январь
- 5 января — закончился чемпионат мира по хоккею с шайбой среди молодёжных команд 2001[2].

### Февраль
- 19 февраля — на Первом канале вышел первый выпуск программы Кто хочет стать миллионером? с новым ведущим Максимом Галкиным.
- 22 февраля — открылся чемпионат Европы по мини-футболу 2001 в Москве[3].

### Март
- 1 марта — открылся чемпионат России по вольной борьбе 2001.
- 5 марта — закончился чемпионат России по хоккею с мячом 2000/2001.
- 10 марта — открылся чемпионат России по футболу 2001.
- 17 марта — Россия на конкурсе песни Евровидение 2001 заняла 12 место.
- 23 марта — российская космическая станция «Мир» была затоплена в Тихом океане рядом с Нади (Фиджи).

### Апрель
- 11 апреля — основан СМП Банк.
- 14 апреля — силовой захват телекомпании «НТВ» представителями одного из акционеров компании «Газпром».
- 28 апреля — старт космического корабля Союз ТМ-32. Экипаж старта — Т. А. Мусабаев, Ю. М. Батурин и Деннис Тито (США) — первый космический турист.
- 28 апреля  — движение «Россия молодая (движение Бориса Немцова)» объявило о самороспуске, чтобы в дальнейшем вступить в партию «Союз правых сил».
- 29 апреля — начался Чемпионат России по шахматам 2001.

### Май
- 6 мая — приземление корабля Союз ТМ-31. Экипаж посадки — Т. А. Мусабаев, Ю. М. Батурин и Д. Тито (США).
- 11 мая — анонсировано создание раздела «Википедии» на русском языке.
- 15 мая — в Санкт-Петербурге закрыт Варшавский вокзал.
- 19 мая — новым ведущим телевизионной игры Что? Где? Когда? стал Борис Крюк.

### Июнь
- 14 июня — подписана Декларация о создании ШОС и Шанхайская конвенция о борьбе с терроризмом, сепаратизмом и экстремизмом[4]
- 21 июня — открылся XXIII Московский кинофестиваль.
- 25 июня — нападение боевиков на Ханкалу (2001).

### Июль
- 4 июля — авиакатастрофа Ту-154 в Иркутске 4 июля 2001 года. 154 человека погибло.
- 16 июля — подписан российско-китайский договор о добрососедстве, дружбе и сотрудничестве.
- 20 июля — пожар на военном складе в Гусином Озере.
- Фестиваль команд КВН — Голосящий КиВиН 2001.

### Сентябрь
- 5 сентября — трое пожизненных заключённых — Анатолий Куликов, Владимир Железогло, Борис Безотечество — совершили побег из Бутырской тюрьмы.
- 17 сентября — нападение боевиков на Гудермес (2001).
- 17 сентября — уничтожение вертолёта с военной комиссией Генерального Штаба России.

### Октябрь
- 1 октября — открылся Кубок Кремля 2001.
- 4 октября — авиакатастрофа над Чёрным морем 4 октября 2001 года. 78 погибших.
- 21 октября — старт космического корабля Союз ТМ-33. Экипаж старта — В. М. Афанасьев, К. М. Козеев и К. Эньере (Франция).
- 27 октября — вышло в эфир первое российское реалити-шоу «За стеклом».
- 30 октября — вступил в силу Земельный кодекс Российской Федерации.
- 31 октября — приземление корабля Союз ТМ-32. Экипаж посадки — В. М. Афанасьев, К. М. Козеев и К. Эньере (Франция).

### Ноябрь
- 24 ноября — официально зарегистрирована Социал-демократическая партия России (2001).

### Декабрь
- 1 декабря — официально создана партия Единая Россия.

## Умерли
- 10 марта — Владимир Ворошилов, советский и российский деятель телевидения, автор, режиссёр и ведущий телеигры «Что? Где? Когда?»[5]
- 22 октября — Георгий Вицин, актёр театра и кино[6]